# San Ignacio, Baja California Sur
San Ignacio är en ort i Mexiko.   Den ligger i kommunen Mulegé och delstaten Baja California Sur, i den västra delen av landet, 1 700 km nordväst om huvudstaden Mexico City. San Ignacio ligger 119 meter över havet och antalet invånare är 667.
Terrängen runt San Ignacio är platt åt sydväst, men åt nordost är den kuperad. San Ignacio ligger nere i en dal.  Trakten runt San Ignacio är nära nog obefolkad, med mindre än två invånare per kvadratkilometer. San Ignacio är det största samhället i trakten. Omgivningarna runt San Ignacio är i huvudsak ett öppet busklandskap.